# 雨果奖
雨果獎（英語：Hugo Award）是一個頒予每年最佳科幻和奇幻作品的獎項。該獎因《驚奇故事》創辦人雨果·根斯巴克而得名，在1992年前官方名為「科幻成就獎」。它是世界科幻年會的重點活動，由世界科幻小說協會舉辦。該獎首次是於1953年第11屆世界科幻年會頒發，並在1955年起每年頒發。在獎項成立至今，該獎項的類別亦有增減，現時雨果獎分為十幾個類別，包括各類型的書面和戲劇作品。
作為世上其中一個最有榮譽的科幻作品獎，雨果獎被稱為「在科幻及奇幻中最高榮譽之一」。勝出作品通常會被出版成編集，而雨果獎的標誌亦會印在得獎作品書面上以作宣傳。
關於歷屆被提名和勝出作品，詳見本條目以下的獎項類別列表。

## 獎項
世界科幻小說協會（英語：World Science Fiction Society；WSFS）把雨果獎頒予每年的最佳科幻和奇幻作品以及成就。該獎因《驚奇故事雜誌》創辦人雨果·根斯巴克而得名，而雨果亦被視為其中一位科幻作品類別之父。在過去一公曆年中以英語出版的作品皆有取得雨果獎的資格。作品是否屬於科幻或奇幻類並無明文規定，而作品是否有資格取得獎項是由投票者們決定，而並非由組織委員會決定。雨果獎的提名和得獎作品是由每年世界科幻年會的出席者決定，而頒獎當晚則是年會的重點活動。選舉方法是根據世界科幻小說協會章程，除了在平局的情況下均以排序複選制選出。現時雨果獎分為十幾個類別，包括各類型的書面和戲劇作品。

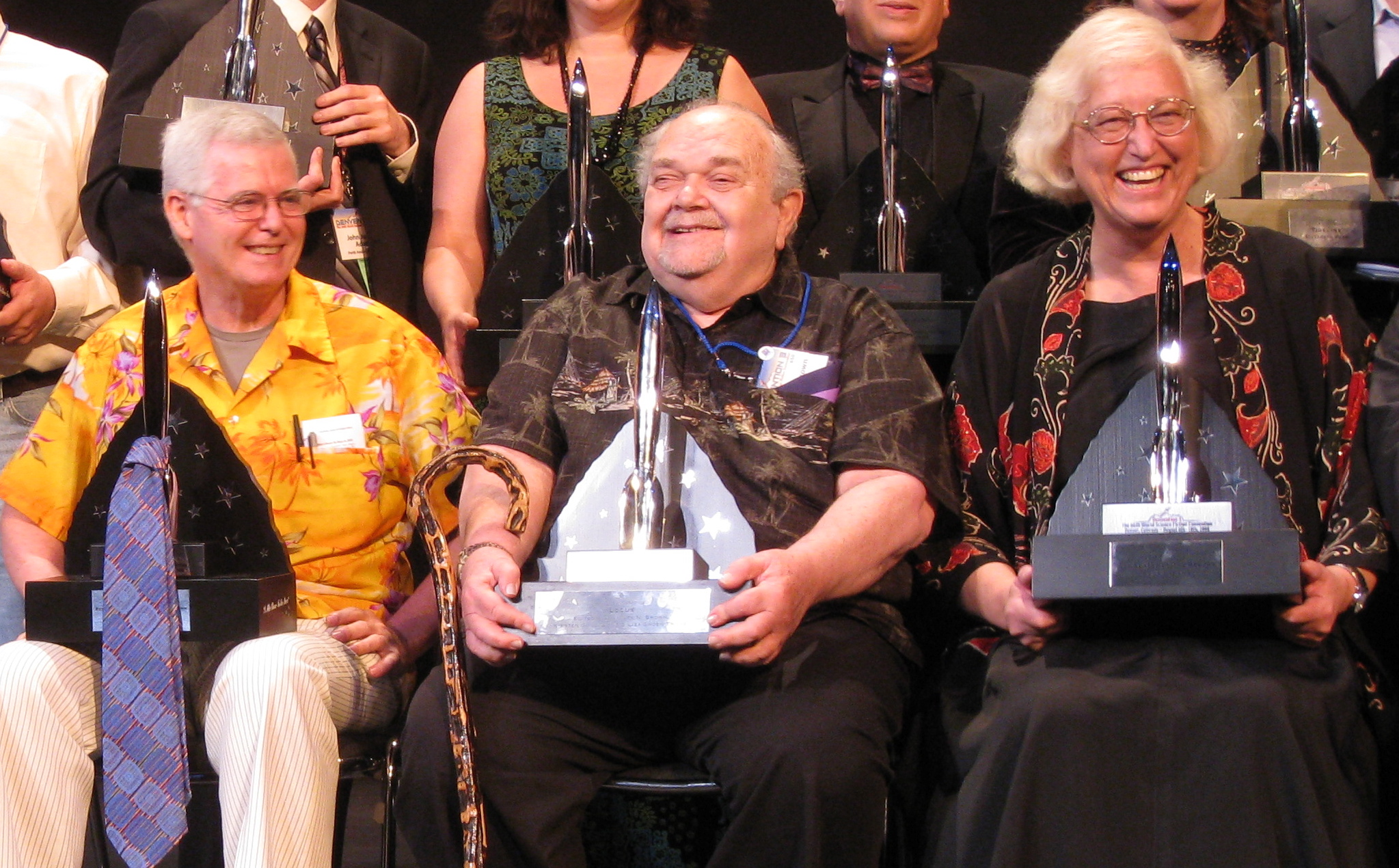
大衛·哈特韋爾、查爾斯·尼克·布朗和康妮·威利斯於2008年雨果獎

在每項雨果獎投票時，投票者如果認為無一件被提名作品配得獲獎或認為該類別應被完全取消，他們可以選擇以「無獎項」作為他們選票中的排序之一。如果票中除了一項作品，其他作品皆排於「無獎項」之下，則代表投票人認為他們排第一位以下的作品都不配得獎。
在選票中的五項作品為那一年該類別中最多人提名的作品，而具體提名作品的數目並無限制。在1953年至1958年，該獎並無對第2至第5名的作品作出任何肯定，但自1959年起則有記錄那些作品。會員於一月至三月進行提名，大約四月至六月進行投票，而日期會因該年世界科幻年會的舉行日期有所變動。年會通常於每年九月初在世界不同城市舉行。
哈羅德·林奇（Harold Lynch）於1953年年會提出了在年會時參考了奧斯卡金像獎頒獎的構想，而把獎項命名為「雨果」的建議則由羅伯特·馬德萊（Robert A. Madle）提出。雨果獎獎座是由傑克·麥克奈特（Jack McKnight）和本尼迪克特·雅布隆斯基基於1950年代汽車發動機罩飾設計和製造，在一個木製基座上放了一支火箭。除了在1958年外，每年的雨果獎獎座都和第一屆的設計大同小異。1984年該獎座被重新設計後，便只有獎座的基座每年有所變動。除了獎座外，雨果獎和雨果本人並無任何金錢上的關聯。

### 追頒雨果獎
追頒雨果獎在1990年代中期誕生，在並無頒發雨果獎的年會（1939至1941年、1946至1952年1954年）後的50、75或100年後的年會頒發，授予在那些年份中本來有資格得獎的作品，選出得獎作品的過程與一般雨果獎相同。只有5年年會上曾追頒雨果獎：在1996、2001及2004年頒予50年前的作品；以及於2014年和2016年頒予75年前的作品。在1997至2000年、2002年及2015年年會上並無頒發追頒雨果獎，而下一屆有可能頒發追頒雨果獎的年會將是2022年的年會，並可能會頒獎予1947年的作品。

## 歷史

### 1950年代
第一批雨果獎於1953年在費城舉行的第11屆世界科幻年會頒發，共有7個類別。在那一年頒發的獎項當時被認為只是一次性，但項目的統籌者則希望在後來的年會都頒發獎項。當時，年會是由各年的籌辦委員會獨自籌辦活動，每年年會間並無人監察。所以，當時並無任何在各年年會中都頒獎的決定，獎項的頒發亦沒有任何規則。
1954年的年會並無頒獎，但在1955年的年會卻有頒獎，此後便成為了世界科幻年會的傳統。該獎項最初名為「科幻成就獎」（Annual Science Fiction Achievement Award），「雨果獎」當時是非官方名稱，但此名稱較廣為人知。1958年「雨果獎」被官方接納為官方替代名稱，1992年成為該獎的正式名稱。
1959年，雖然該獎仍未有正式規則，但傳統上已建立了一些不明文規定。這些規定包括在年會前提名，提名與選票分開；只有在年會舉行過去一年內而非年會舉行該年前一年出版的作品有資格獲獎；以及讓投票者選擇「無獎項」。在那一年最佳戲劇表現獎及最佳新作家獎的選票中，由「無獎項」選項勝出。獲獎資格的改動由於令某些作品在兩屆獎項中均有被提名資格，所以加入了額外規則，使在1958年雨果獎獲提名作品不可再在1959年獎項中獲提名。

### 1960年代
1961年世界科幻小說協會創立後，協會便訂下了正式的規則。這些規則包括只有在年會的會員可以投票，但任何人都可以提名；1963年改為只有那一年或上一年年會的會員才可提名作品。規則亦決定獎項頒發的類別，而這些類別只有世界科幻小說協會委員會才能更改。這些類別分別為：最佳長篇小說、最佳短篇小說、最佳戲劇表現、最佳職業雜誌、最佳職業藝術家及最佳業餘雜誌。1963年亦是「無獎項」第二次獲最高票，類別為最佳戲劇表現。
1964年規則再次作出改動，容許每人年大會的籌辦委員會創立類別，在那一年便有2個因此成立的新類別。這些新增的類別雖然是官方類別，但是在未來舉辦的年會無須必定在那些類別中頒獎。此規則期後再作出微調，變成了每年只准新增一個新類別。這種額外的雨果獎通常只會頒發一年，能在數年內都頒發的很少。
1967年加入了最佳中篇小說、最佳業餘作家及最佳業餘藝術家三個類別，而1968年加入了最佳中短篇小說類別。這些新類別限制了什麼字數的作品是屬於哪個類別，與先前由投票者決定不同。最佳中篇小說獎在規則編寫前已有頒發。由於最佳業餘雜誌獎類別被取消，業餘的獎項最初被認為是與其他雨果獎分開，但後來被籌辦委員會吸納至正式雨果獎中。

### 1970年代
雖然傳統上每個類別在選票中有5個被提名作品已成不明文規定，1971年這項傳統被寫成正式規定，並不允許有任何平局。1973年，世界科幻小說協會取消了最佳職業雜誌一類別，改為最佳職業編輯，以顯示「原創文集與日俱增的重要性」（the increasing importance of original anthologies）。
1974年，規定改為每年年會最多可設與上一年年會相似的十個類別。雖然規定有所更改，但是在1977年該規定復原前，雨果獎的類別都沒有再更改。1971和1977年最佳戲劇表現獎第3及第4次由「無獎項」一選項勝出，但期後至2015年前再無獎項由「無獎項」勝出。

### 1980及90年代
1980年增加了最佳非虛構書籍類別（後來改為最佳相關作品），1984年增加了最佳半職業雜誌。1983年，山達基成員鼓勵查爾斯·普拉特等人提名山達基創立人L·羅恩·賀伯特著作《地球戰場》為最佳長篇小說，但最後作品都不能列在選票上。1987年山達基再嘗試提名賀伯特著作《黑色創世紀》。該作品最後在選票上出現，但得票少於「無獎項」選項。1989年，一群一件未被點名的作品的支持者在同一天以多個假名稱嘗試加入協會以提名該作品，最後該作品作者決定從選票中退出。
1990年，最佳原創藝術品被加入為額外類別之一，在1991年雖然亦有加入，但卻沒有被頒發。從此以後，最佳原創藝術品便成為了常規雨果獎的類別之一。1996年它的地位被取消，後來亦沒有再繼續頒發。追頒雨果獎在1990年代中期誕生，第一次於1996年頒發。

### 2000年後
2003年，最佳戲劇表現獎分成了長篇及短篇分類，2007年最佳職業編輯亦是如此。2009年加入了最佳繪本獎，2012年則加入了最佳業餘卡司類別。
2015年，由布拉德·R·托格森和拉里·科雷亞領導的「傷心小狗」和由Vox Day領導的「瘋狂小狗」兩群科幻小說作者各自提議了一群他們建議提名作品的名單，導致最後選票中只有名單上的作品。其中「傷心小狗」在前兩年亦有相同舉動，但是影響較小。這兩群作家的領導者指他們是不滿一群「壁龕、學術性、公開［偏左］」（niche, academic, overtly [leftist]）的作品勝出，使雨果獎成為了「一個肯定性行動獎」（an affirmative action award），令非白人及女性作家優先。有見及此，5件作品退出提名，並首次有2件在選票發佈後退出提名，雨果獎多次得獎者康妮·威利斯亦拒絕作頒獎嘉賓。建議名單事件被部分記者定性為「右翼」（right-wing）、「精心策劃的回響」（orchestrated backlash）、由「一群白人男性」（group of white guys）策劃，以及與玩家門爭議有關。雨果獎多次得獎者塞繆爾·德拉尼定性那些名單為少數人士展示「經濟實力」（economic heft）所引致的「社會經濟」（socio-economic）反應。除了在最佳戲劇表現（長篇）外，「無獎項」選項皆比在兩個列表上的作品得票多，並在選票只有列表上五個類別中都得勝出。
為了因應這些活動，2015年通過了一套名為「E Pluribus Hugo」的新規則，並於2016年獲得批准，以修改提名程序。新規則旨在確保有組織的少數群體不能主導一個類別中的每個入圍位置，它定義了一個投票系統，在這個系統中被提名人被逐一淘汰，被淘汰作品的每一票再分散到他們提名的未被淘汰作品上，直到只剩下最後的入圍名單。這些規則於2016年獲得批准，將於2017年首次使用。此外還取消了一項規定，即最終被提名者必須出現在至少5%的選票上，以確保所有類別都能有完整的被提名者名單，即使最初的作品庫非常龐大。每位提名人在每個類別中只能提名五部作品，但最終選票上則改為每類六部作品；此外在最終選票上，一位作家或團體的作品，或同一戲劇系列的作品，在一個類別中不得超過兩部。
2018年開始設立另一個永久性獎項——最佳系列獎；該獎項在前一年作為雨果獎的一個特別獎項運行，之後在業務會議上獲得批准。另一個特別雨果獎——最佳藝術圖書獎在2019年設立，但沒有重複設立，也沒有成為永久獎項。2021年雨果獎為電子遊戲設立了雨果特別獎。此後該獎項被提議設為永久獎項；2022年或2023年，該獎項沒有作為雨果獎特別獎再次設立，而是從2024年起被批准設為最佳遊戲或互動作品獎。

## 爭議
2023年度雨果獎於中國成都舉辦，匡靈秀、趙希然等作家的作品，儘管獲得足夠的提名以入圍各自類別的名單，主辦方卻認定他們不符合資格，且未解釋背後理由。於2024年2月披露的文件內容指出，幾位作者的作品被排除在去年的評獎之外，原因是內容可能會被中國當局視為敏感話題，包含涉台涉藏等議題。外洩的電郵內容證實因為地點在中國舉辦，故管理團隊對作者進行了政治審查，當中包括社群媒體上的發言以及旅遊紀錄。

## 類別
| 現時分類                    | 開始年份 | 現時描述                                               |
| --------------------------- | -------- | ------------------------------------------------------ |
| 最佳長篇小說                | 1953     | 40,000字以上的故事                                     |
| 最佳中長篇小說              | 1968     | 17,500至40,000字的故事                                 |
| 最佳中篇小說                | 1955     | 7,500至17,500字的故事                                  |
| 最佳短篇小說                | 1955     | 少於7,500字的故事                                      |
| 最佳相關作品                | 1980     | 非虛構作品或因為非虛構內容而被關注的作品               |
| 最佳繪本                    | 2009     | 使用圖像記述的故事                                     |
| 最佳戲劇表現 （長篇及短篇） | 1958     | 戲劇製作品，自2003年起分為短於或長於90分鐘             |
| 最佳半職業雜誌              | 1984     | 半職業雜誌                                             |
| 最佳業餘雜誌                | 1955     | 非職業雜誌                                             |
| 最佳職業編輯 （長篇及短篇） | 1973     | 寫作作品的編輯，自2007年起分為小說編輯和雜誌及文集編輯 |
| 最佳職業藝術家              | 1953     | 職業藝術家                                             |
| 最佳業餘藝術家              | 1967     | 業餘藝術家                                             |
| 最佳業餘作家                | 1967     | 業餘作家                                               |
| 最佳業餘卡司                | 2012     | 視聽業餘雜誌                                           |
| 最佳遊戲或互動作品          | 2021     | 電子遊戲                                               |

| 已取消分類             | 頒發年度         | 描述                                     |
| ---------------------- | ---------------- | ---------------------------------------- |
| 最佳職業雜誌           | 1953–1972        | 職業雜誌                                 |
| 最佳封面封面藝術家     | 1953             | 書籍及雜誌的封面藝術家                   |
| 最佳內部插畫家         | 1953             | 在雜誌內作品的藝術家                     |
| 卓越事實文章           | 1953             | 事實文章作者                             |
| 最佳科幻新作家或藝術家 | 1953             | 新作家及藝術家                           |
| 第一愛好者             | 1953             | 最佳愛好者                               |
| 最佳特寫作家           | 1956             | 雜誌特寫作者                             |
| 最佳書評人             | 1956             | 書評作者                                 |
| 最有前途新作家         | 1956             | 新作者                                   |
| 優秀愛好者             | 1958             | 最佳愛好者                               |
| 最佳新作家             | 1959             | 新作者                                   |
| 最佳科幻圖書出版商     | 1964－1969       | 圖書出版商                               |
| 空前最佳系列           | 1966             | 作品系列                                 |
| 其他形式               | 1988             | 非長篇、中篇、中短篇或短篇的印刷虛構作品 |
| 最佳原創藝術品         | 1990、1992－1996 | 藝術品                                   |
| 最佳網站               | 2002、2005       | 網站                                     |
| 最佳藝術圖書           | 2019             | 藝術圖書                                 |

曾在世界科幻小說協會章程中被取消的雨果獎類別包括最佳職業雜誌及最佳原創藝術品。年會委員會可於頒獎典禮上頒發未經投票的特別獎，但獎座則和雨果獎獎座不同。另一獎項約翰·W·坎貝爾最佳新作家獎雖以同一選舉程序在雨果獎頒獎典禮上頒發，但不是一個正式的雨果獎。

## 資料來源
- Aldiss, Brian; Wingrove, David. . Paladin. 1988 [1973]. ISBN 0-586-08684-6.
- Bacon-Smith, Camille. . University of Pennsylvania Press. 2000. ISBN 0-8122-1530-3.
- Barron, Neil.  5th. Libraries Unlimited. 2004. ISBN 1-59158-171-0.
- Card, Orson Scott. . Writer's Digest Books. 1990-07-15. ISBN 0-89879-416-1.
- Curtis, Richard. . . Allworth Press. 1996. ISBN 1-880559-55-2.
- Franson, Donald; DeVore, Howard. . Misfit Press. 1978.
- Gunn, James (编). . Viking Press. 1988. ISBN 0-670-81041-X.
- Larbalestier, Justine. . Wesleyan University Press. 2002. ISBN 0-8195-6527-X.
- Madle, Robert A. . Future Science Fiction. March 1954, 4 (6).
- Nicholls, Peter; Clute, John. . St. Martin's Press. 1993. ISBN 0-312-09618-6.
- . Publishers Weekly. 2010-09-06, 257 (35). ISSN 0000-0019.
- Wilson, Gahan (编). . Doubleday. 1977. ISBN 0-385-12199-7.

## 外部連結
- 官方网站
- 世界科幻小說協會章程